# Sevallbovreten
Sevallbovreten eller i dagligt tal Vreten är en by i Utomälven, Hedesunda socken, Gävle kommun. Byn är en avknoppning från Sevallbo nr 3 är känd från år 1681. Lantmätaren Christoffer Stenklyft har gjort en mycket vacker ägoritning över Vreten år 1702 reviderad år 1711.